# M&M's

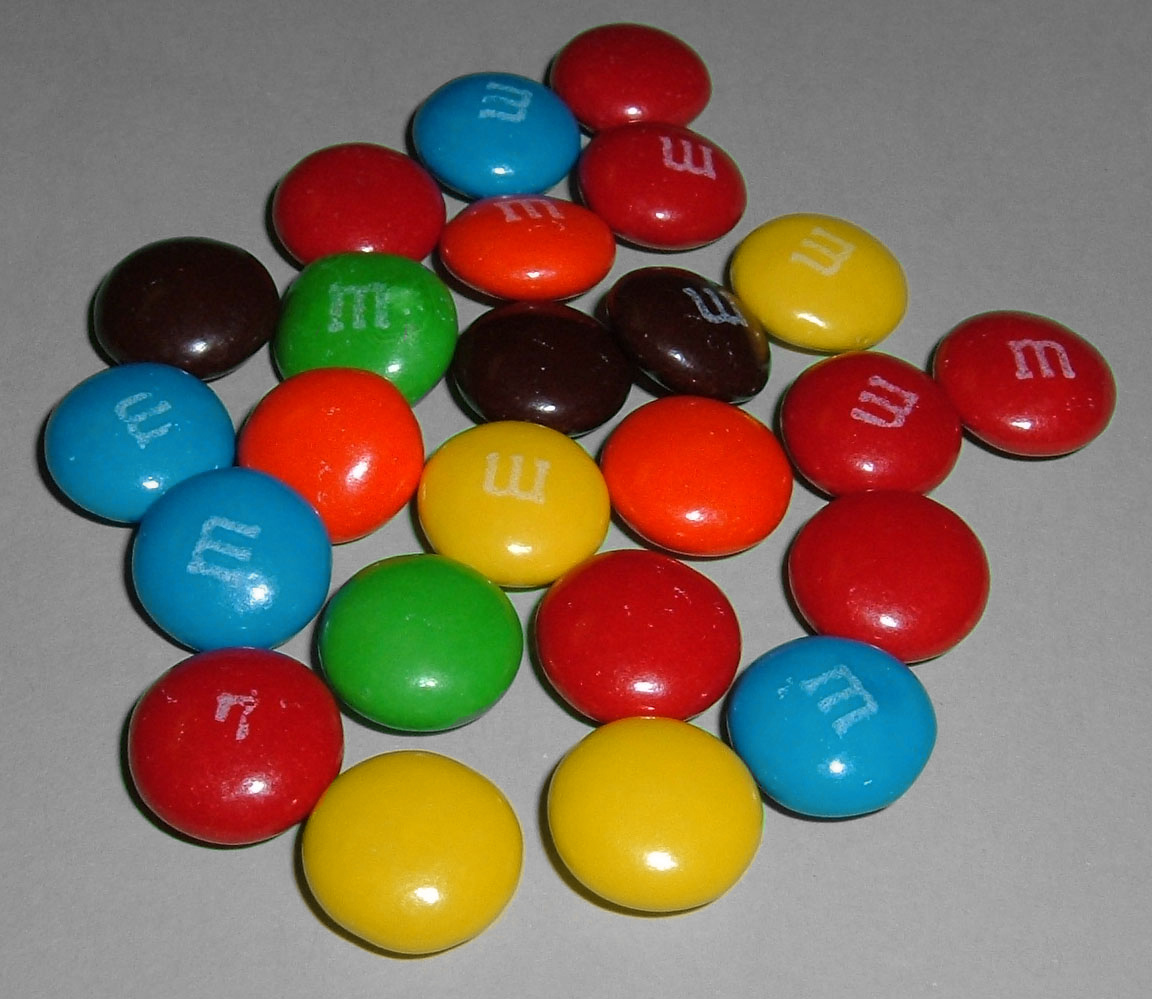
M&M's

M&M's je obchodní název cukrovinkového výrobku americké firmy Mars, Inc. Jedná se o čokoládové dražé, konkrétně malé kousky čokolády namáčené v cukrové polevě různé barvy. Stejně tak se používají různé druhy čokolády, která ale může být nahrazena i např. arašídovým máslem, arašídy obalenými čokoládou, nebo jen arašídy samotnými. Každá jednotlivá cukrovinka je označena malým písmenkem "m" (to je natištěno potravinářským barvivem, technologií velmi podobnou ofsetovému tisku), aby nedošlo k záměně např. s českými Lentilkami, což je vzhledově podobný výrobek.  

## Původ
Produkce M&M's započala roku 1941. Říká se, že Forrest Mars vymyslel M&M's, když během španělské občanské války viděl vojáky jíst čokoládové bonbóny namáčené do cukrové polevy. Zároveň se však vyrojily obvinění, že tento nápad převzal od konkurenční společnosti Rowntree.
Díky proslulému reklamnímu sloganu „rozpustí se v puse a ne v ruce“ jsou dnes ve světovém obchodě jednou z nejvíce prodávaných cukrovinek.

## Barvy
První barvy vybírali sami fanoušci firmy, což dokázalo radikálně zvýšit prodej.